# Justicia heterocarpa
Justicia heterocarpa är en akantusväxtart. Justicia heterocarpa ingår i släktet Justicia och familjen akantusväxter.

## Underarter
Arten delas in i följande underarter:
- J. h. dinteri
- J. h. heterocarpa
- J. h. praetermissa
- J. h. vallicola